# Honorowi Obywatele Miasta Skierniewice

Tytuł „Honorowy Obywatel Miasta Skierniewice” jest nadawany przez Radę Miasta Skierniewice.
| Honorowy Obywatel Miasta Skierniewice                               | Data nadania                           |
| ------------------------------------------------------------------- | -------------------------------------- |
| Stanisław Teofil Rybicki                                            | 25.07.1911                             |
| Szczepan Aleksander Pieniążek                                       | 14.02.1984                             |
| Emil Chroboczek                                                     | 29.12.1995                             |
| Artur Wittenberg                                                    | 29.12.1995                             |
| Tadeusz Sułkowski                                                   | 22.01.1997                             |
| Andrzej Bronisław Kulczycki                                         | 22.12.1997                             |
| Anna Olszewska                                                      | 22.12.1997                             |
| Władysław Strakacz                                                  | 22.12.1997                             |
| ks. biskup Józef Zawitkowski                                        | 22.12.1997                             |
| Stefan Binder                                                       | 20.06.2000                             |
| Włodzimierz Marian Kamiński                                         | 26.08.2004                             |
| marszałek Józef Piłsudski                                           | 30.10.1928 (wpis do księgi 10.11.2005) |
| ks. kardynał Stefan Wyszyński prymas Polski                         | 26.01.2007                             |
| ks. kardynał Józef Glemp prymas Polski                              | 02.02.2007                             |
| Ryszard Kaczorowski, prezydent RP na Uchodźstwie w latach 1989–1990 | 25.03.2011                             |
| Aleksander Główka                                                   | 27.01.2012                             |
| ppłk. Romuald Suliński                                              | 19.02.2017                             |